# Понінка
Понінка — селище в Україні, центр Понінківської селищної територіальної громади Шепетівського району Хмельницької області. Населення 7937 мешканців (перепис 2001), 7229 мешканці (2024).
Селище розташоване на річці Хомора, за 13 км від залізничної станції Полонне на лінії Шепетівка — Бердичів. Понінківський картонно-паперовий комбінат. Статус смт із 1938 року.

## Географія
На південно-східній околиці селища у Хомору впадає річка Теснівка. На північно-західній околиці бере початок річка Піщана.

## Історія
Сучасне селище виникло шляхом поступового злиття села Понінки з робітничим селищем такої ж назви, яке виросло навколо паперового комбінату. Сільська Понінка заснована у 1740 році. Напевне, спочатку поселення мало іншу назву.
Після того, як його придбав шляхтич Калікст Понінський, він присвоїв селу своє ім'я. Власне місто Понінка було засноване ним на території селища біля урочища. На початку 19 століття сільська Понінка перейшла у власність поміщика Завадського. Селяни перебували у кріпосній залежності і відробляли 3—4 дні панщини на тиждень, виконували повинності як натуральні, так і грошові. До наших днів дійшла легенда про те, що поміщик примушував жінок-кріпачок носити в пеленах землю, щоб
насипати гору під фундамент для палацу.
Під час проведення реформи 1861 року кожен селянський двір викупив пересічно по 2—3 десятини землі. 1887 року 75 селянських дворів користувалися 256 десятинами. Водночас купець Грюнфельд володів ділянкою в 424 десятини, барон Брандт — 241 десятиною землі. Селяни шукали допоміжного заробітку на промислах. Дехто з селян заробляв на кустарній каменедробарці, що діяла в Понінці.
Наявність дешевої робочої сили, великі, лісові масиви, водна енергія річки Хомори привернули увагу промисловців до цієї місцевості. 1870 року поблизу села на кошти купців Грюнфельда і Хрякова споруджено Понінківську паперову фабрику. Навколо підприємства виростало селище. Основною робочою силою були жителі сільської Понінки та навколишніх сіл, які кидали свої господарства й оселялися поблизу фабричних корпусів. Селище поступово зростало: 1897 року тут проживало вже 1025 чоловік. Фабрика дедалі розширювалася, в 90-х роках 19 століття вона перейшла до рук акціонерного товариства. 1898 року на підприємстві працювало 4 папероробні машини. Заробітна плата робітників за 12 годин праці не перевищувала 25 копійок на день.
Навесні 1905 року робітники застрайкували. Вони вимагали поліпшення умов праці, підвищення заробітної плати, скорочення робочого дня. Адміністрація фабрики дізналася, що страйкарі зібралися у лісі на нелегальні збори і розігнала учасників страйку. Робітників змусили вийти на роботу. В роки нового промислового піднесення відбувалося розширення діючих цехів фабрики, будівництво нових, наприклад, солом'яно-целюлозного. Напередодні Першої світової війни виробництво продукції досягло 450 тисяч пудів на рік.
Розширення підприємства зумовлювало зростання кількості робітників, які в більшості своїй прибували до Понінки з великих промислових центрів Росії. 1914 року близько 15 % загальної кількості 857 робітників фабрики становили росіяни. Певна частина населення, як і раніше, жила з сільського господарства — 184 двори села Понінки мали земельні наділи, більшість з яких не перевищувала 2-х десятин. Водночас з'являлися і великі господарства. Місцевому селянину С.Шуляку належало 74 десятини. Усіх фабричних працівників обслуговував один лікар. Близько 80 % робітників, більшість селян не знали грамоти. 1914 року в Понінці діяла початкова двокласна школа, у якій 2 вчителі навчали 48 учнів. Клуб, який призначався для фабричної адміністрації, збудовано наприкінці 19 століття. Створено невеличку бібліотеку. 1907 року було організовано драматичний гурток.
Після Революції 1905 року в сільській Понінці створено земельний комітет, на підприємстві відновила роботу профспілка, закрита раніше.
Під час війн 1917–1921 років влада в селі часто переходила з рук в руки. Більшовики остаточно встановили контроль над селищем в другій половині листопада 1920 року. Незабаром було організовано Раду в сільській Понінці, створено комнезам.
Через відсутність сировини у 1920 році випускалася дуже незначна кількість паперу. Фабрика стояла місяцями. В 1921 році підприємство було націоналізоване. Йому присвоїли ім'я Комінтерну. Першим радянським директором став
колишній росіянин Козичкін, який прибув до Понінки з Кондровської паперової фабрики Московської губернії.
Велику роботу на фабриці провадила профспілкова організація. В 1925 році в її рядах перебувало 700 членів із загальної кількості
977 працюючих. У 1925 році фабрика виготовляла 450 тисяч пудів паперу, 10 млн. зошитів, 11 млн. конвертів на рік. Переважна більшість населення Понінки, якого налічувалося понад 2 тисячі чоловік, працювала на паперовій фабриці. 1921 року в селищі відкрито профтехшколу, яку через три роки реорганізували в школу фабрично-заводського учнівства, яка готувала техніків, слюсарів, рольників, сіткарів для місцевої фабрики і для інших підприємств України. Тоді ж відкрилися торговельні підприємства; працювало 2 лікарі, фельдшер, акушерка, медична сестра.
Села Майдан-Волянськ, Скидовисько, Стара Гута (нині в складі Понінки) постраждали в часи Голодомору 1932—1933 років, за різними даними, померло приблизно 70, 15 і 10 людей, у самій Понінці помер щонайменше 261 житель селища.
За переписом 1939 року, у селищі проживало 3815 чоловік, у тому числі працездатних — 1718, з яких у промисловості працювало 1152, на будівництві й транспорті — 72, у торгівлі — 58, у галузі охорони здоров'я — 47, освіти — 67, в інших галузях — 128, а в лісовому і сільському господарстві — лише 194 чоловіка. В 1938 році Понінку переведено до розряду селищ міського типу. Розширилася житлова площа селища. В 1937 році на базі семирічної відкрито середню школу. Напередодні війни в середній школі працювало 28 вчителів, навчалося 864 дітей. Діяла також початкова школа. В новому приміщенні працювало професійно-технічне училище. На фабриці та в колгоспі функціонували клуби і бібліотеки.
Німецькі війська зайняли Понінку 5 липня 1941 року. Восени 1941 року німці вигнали в ліс і розстріляли 485 людей, у тому числі понад 160 жінок і дітей.[джерело?]
2 травня 1942 року заарештовано 12 членів підпільної[уточнити] групи, у тому числі робітників фабрики А. М. Лінника, В. І. Пилипенка, І. В. Казмирківського, С. К. Дрегала, Й. Й. Скрупського, М. П. Гончаренка. Після допитів і катувань їх розстріляли. Така ж доля спіткала й інших трьох підпільників — Й. Й. Будника, А. І. Квятковського та П. І. Квятковського, яких було викрито влітку 1942 року.
Бійці 15-го стрілецького корпусу 1-го Українського фронту вступили в Понінку 7 січня 1944 року.
Перші центнери паперу Понінківська фабрика видала до кінця 1944 року. На той час на підприємстві працювало 684 робітники. Протягом 1944 року в Понінці створено відділ робітничого постачання, відкрито 2 магазини, їдальню, хлібопекарню, побутові майстерні. Жителі селища відбудували і налагодили роботу клубу, бібліотеки, радіовузла. В жовтні почало працювати профтехучилище. Повним ходом йшли відбудова і ремонт житла. 1954 року паперову фабрику перетворено на целюлозно-паперовий комбінат. У 50-х роках відбулася повна заміна дизельного устаткування електродвигунами, встановлено п'яту папероробну, а також картоноробну машини. 1964 року збудовано новий цех, розрахований на випуск 1 млрд зошитів на рік.[джерело?]
З 1947 року електрифіковано виробничі приміщення і будинки селян. В 1951 році артіль об'єдналася з господарством сусіднього
села; незабаром цей колгосп перетворено на радгосп м'ясо-молочного напряму. Поряд з тваринництвом тут було добре розвинене й рибництво. 1959 року відбулося злиття робітничої та сільської Понінок. З цього часу існує єдиний населений пункт — селище міського типу Понінка. 1971 року до неї влилися села Майдан-Волянськ, Скидовисько, Стара Гута.
У 1954 році споруджено лікарню на 75 ліжок з рентгенологічним кабінетом і лабораторіями. Відкрито амбулаторію, фельдшерсько-акушерський пункт.
У 1970-ті роки в селищі діяли філіал Полонського комбінату побутового обслуговування, 12 промтоварних і 14 продовольчих магазинів та павільйонів, 4 їдальні, 7 буфетів, хлібопекарня. В 1970 році було споруджено торговий комплекс, у якому розміщено гастроном, універмаг і кафе.
Станом на 1970 рік у середній школі навчалося 1260 учнів. Середня школа робітничої молоді охоплює 188 чоловік. 1969 року у селищі побудовано чотири 16-квартирні житлові будинки, зведено будинок культури із залом на 650 місць.

## Населення

### Мова
Рідна мова населення за даними перепису 2001 року:
| Мова       | Чисельність, осіб | Доля     |
| ---------- | ----------------- | -------- |
| Українська | 7 822             | 97,75 %  |
| Російська  | 165               | 2,06 %   |
| Інші       | 15                | 0,19 %   |
| Разом      | 8 002             | 100,00 % |

## Відомі люди
- Калікст Понінський — засновник міста, помер тут.[3]
- Півнюк Микола Володимирович (1917—1976) — Герой Радянського Союзу, помер та похований тут.
- Рибачок Олег Вікторович (1978—2015) — солдат Збройних сил України, учасник російсько-української війни.
- Малюк Віктор Іванович (1932—2015) — український біолог. Доктор біологічних наук. Професор.

## Галерея

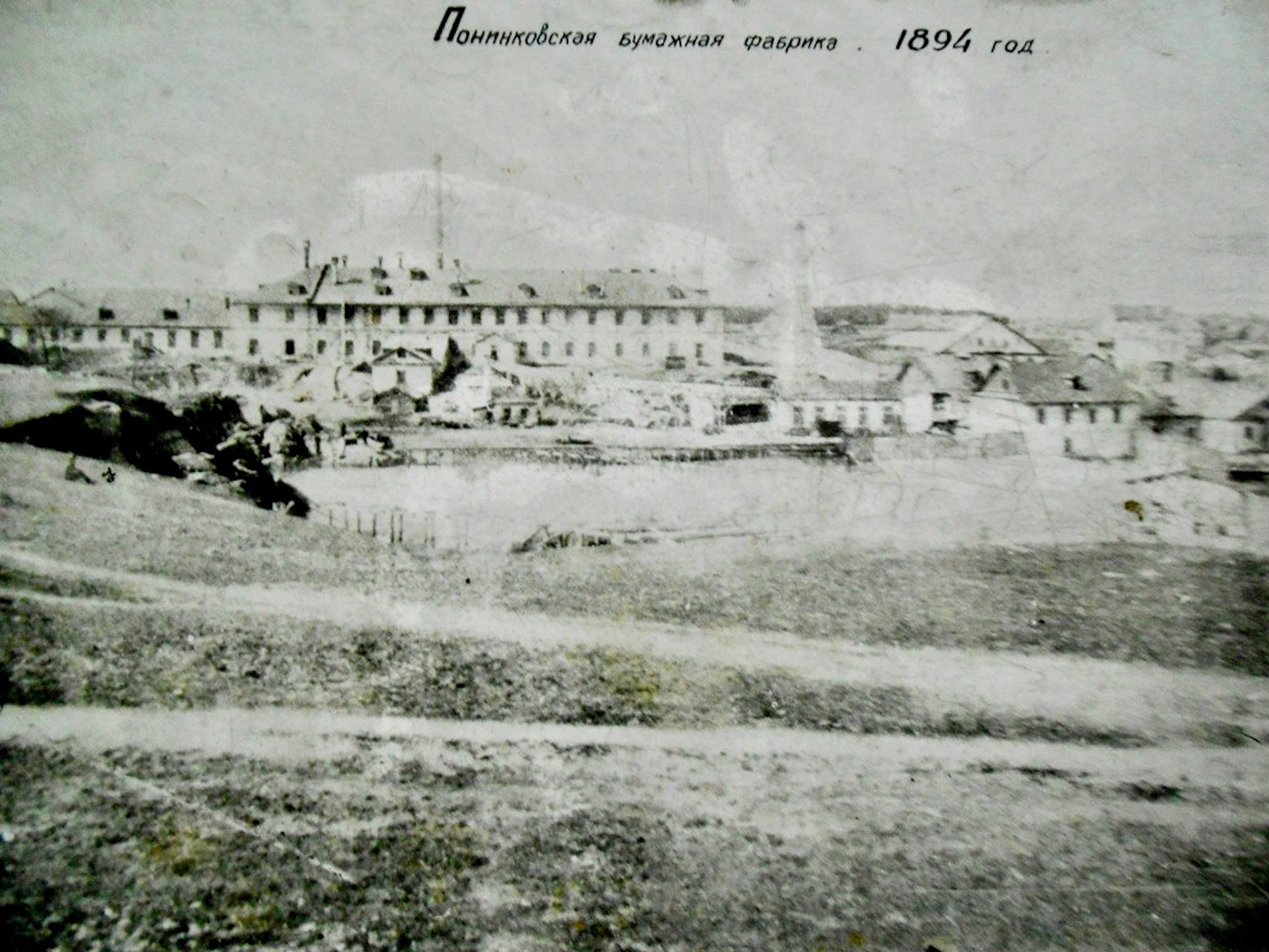
вигляд Понінківської Паперової Фабрики у 1894році.
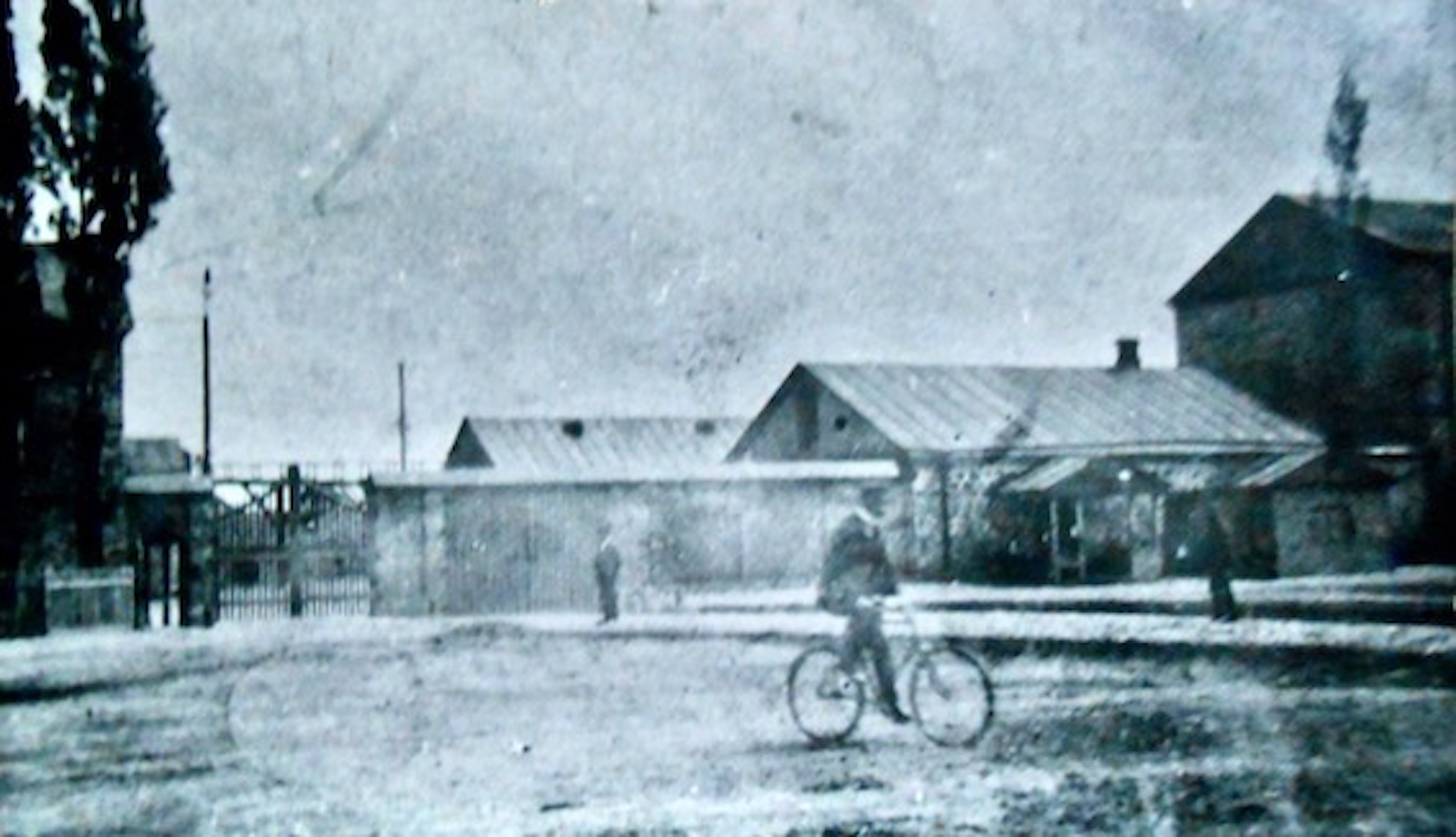
фото прохідної Понінківської Паперової Фабрики. Початок 20 століття.
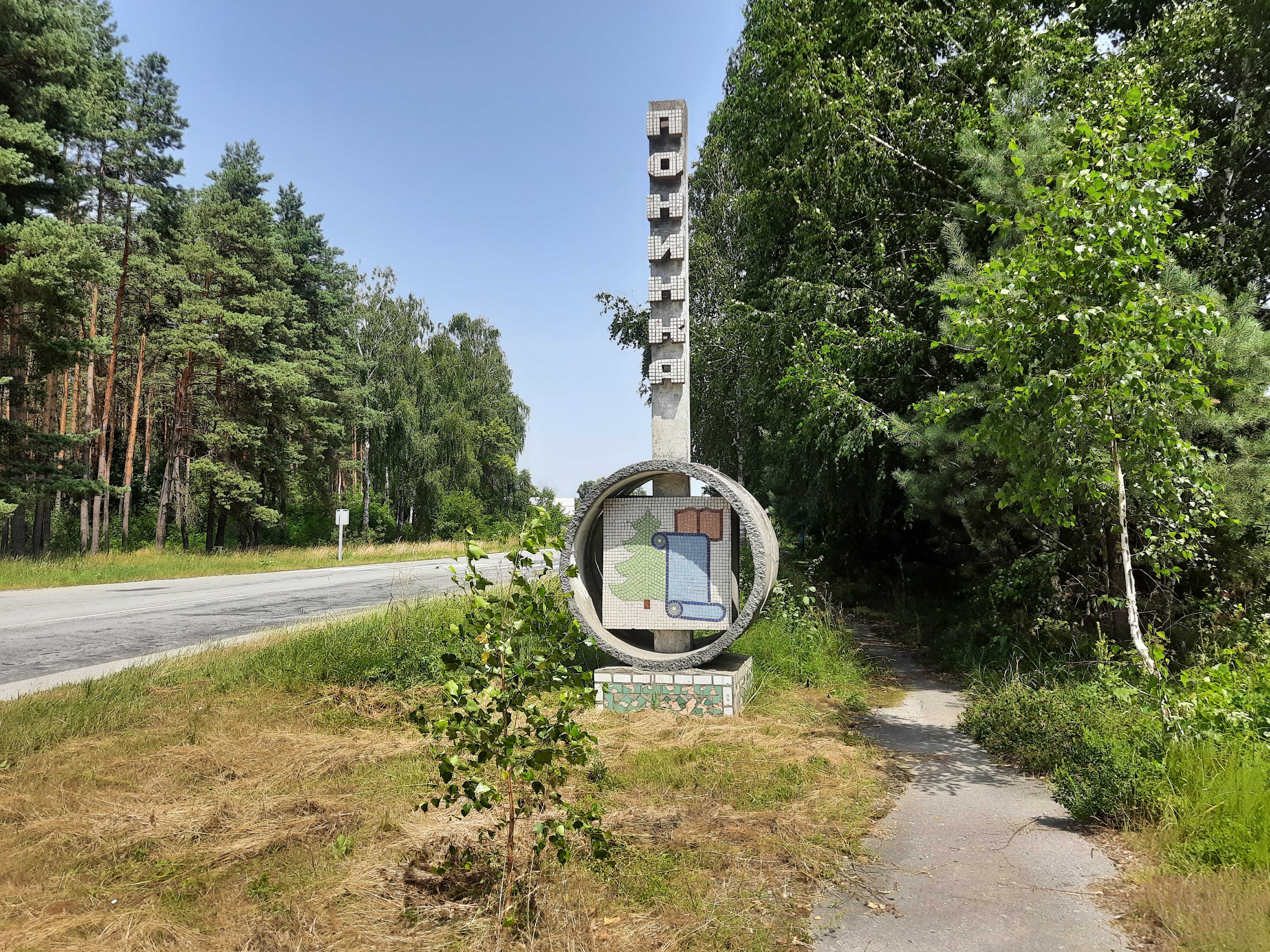
В'їзд у селище
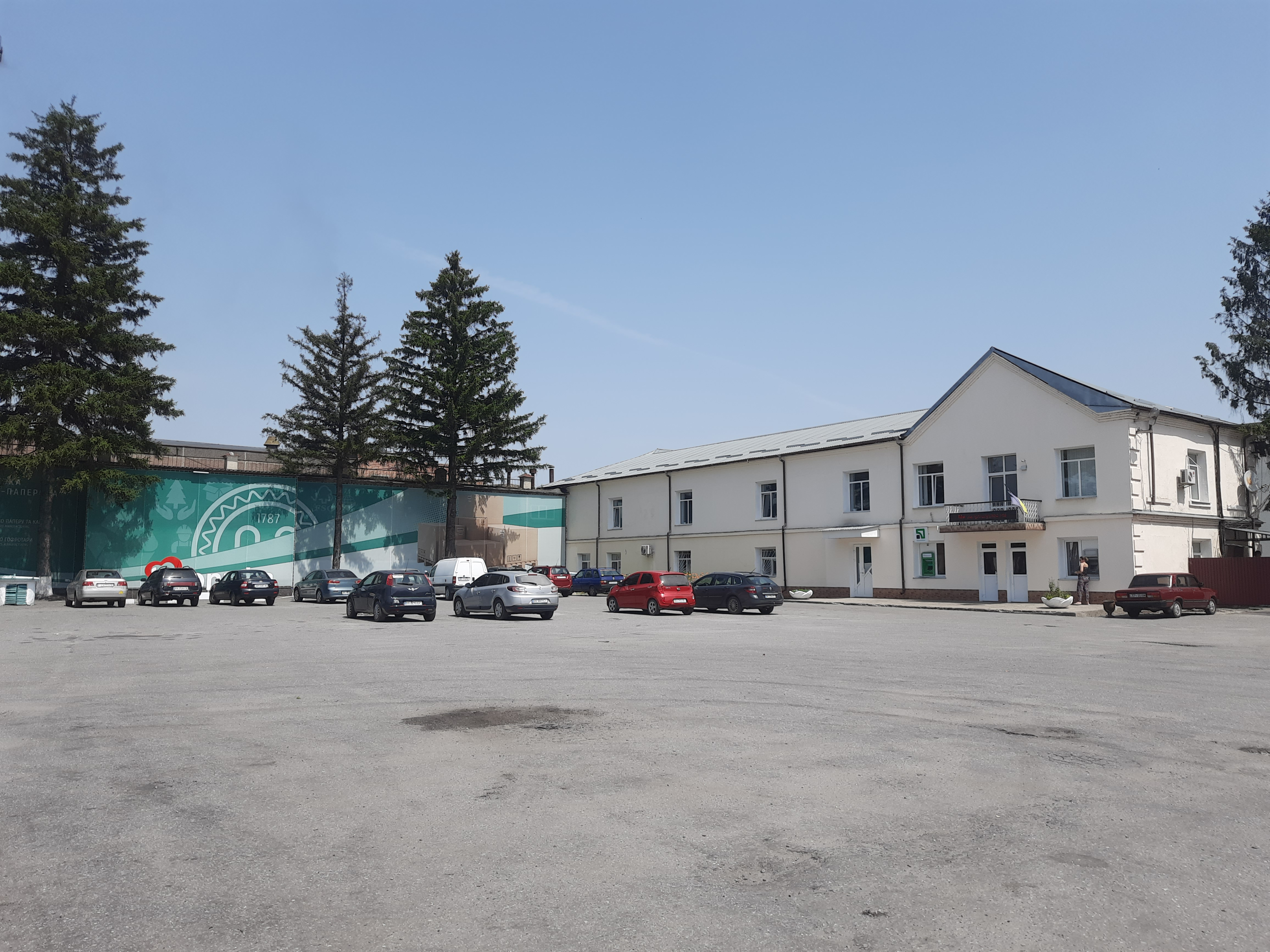
Понінківський картонно-паперовий комбінат
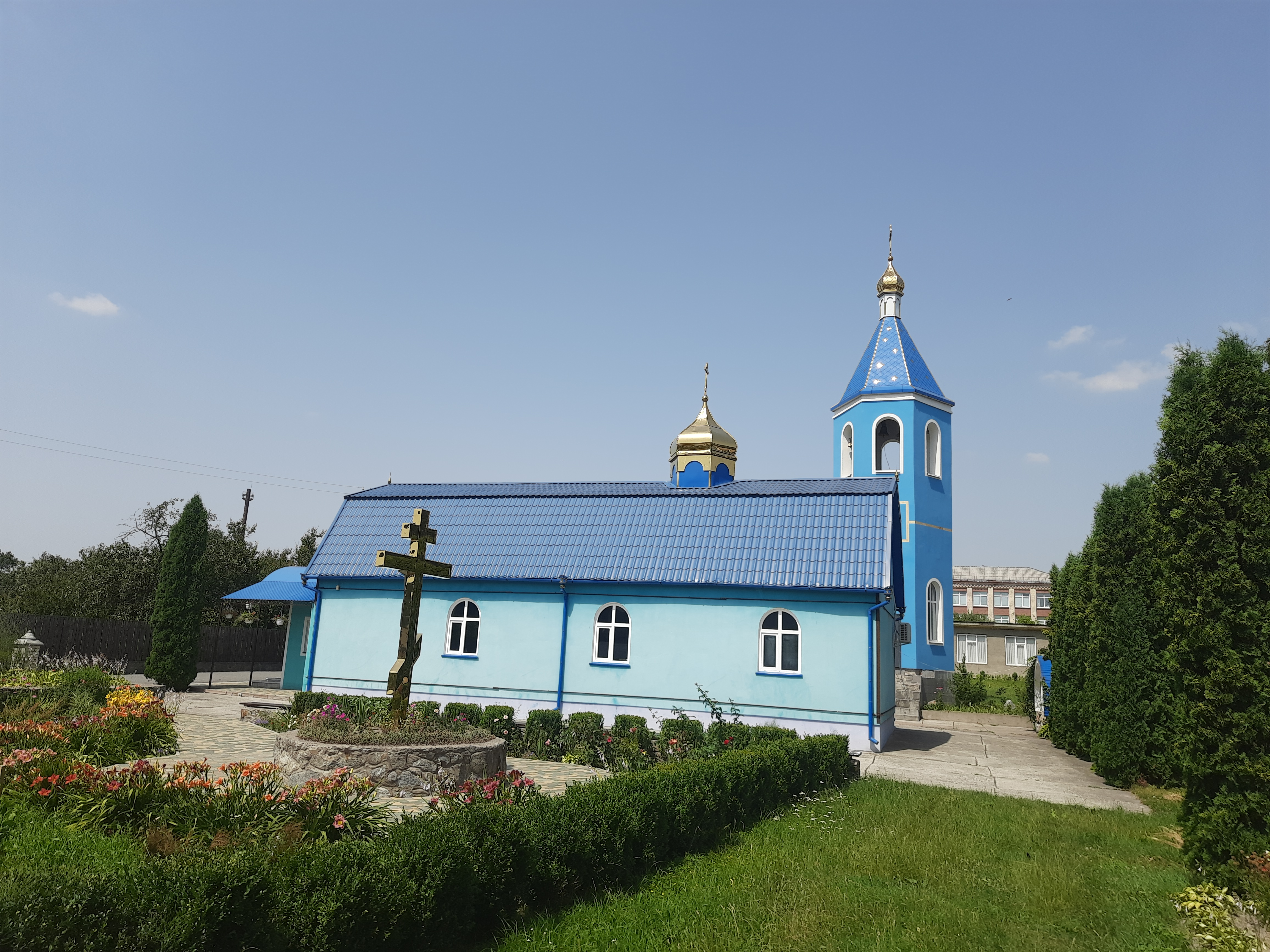
Свято-Михайлівська церква
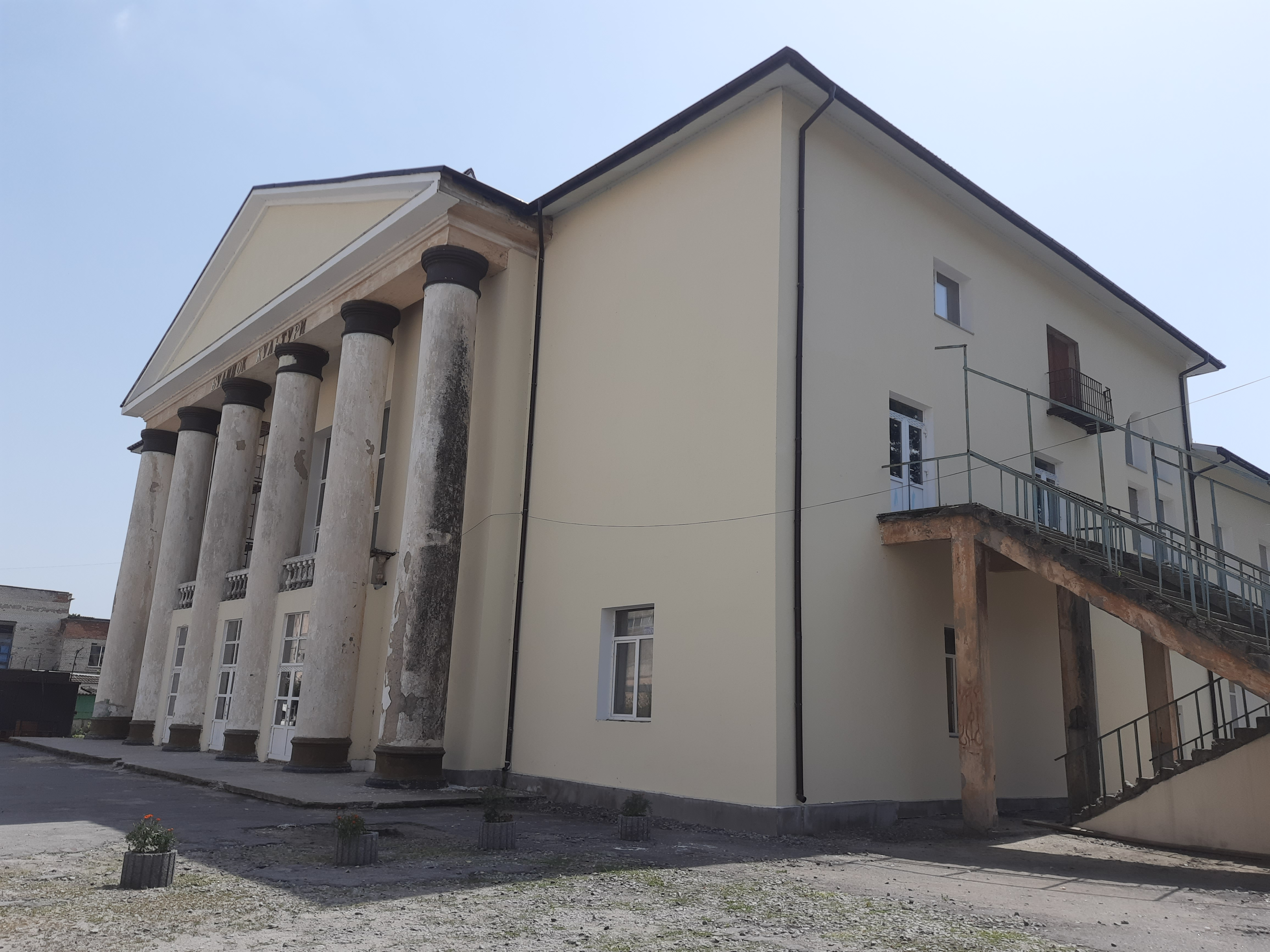
Будинок культури
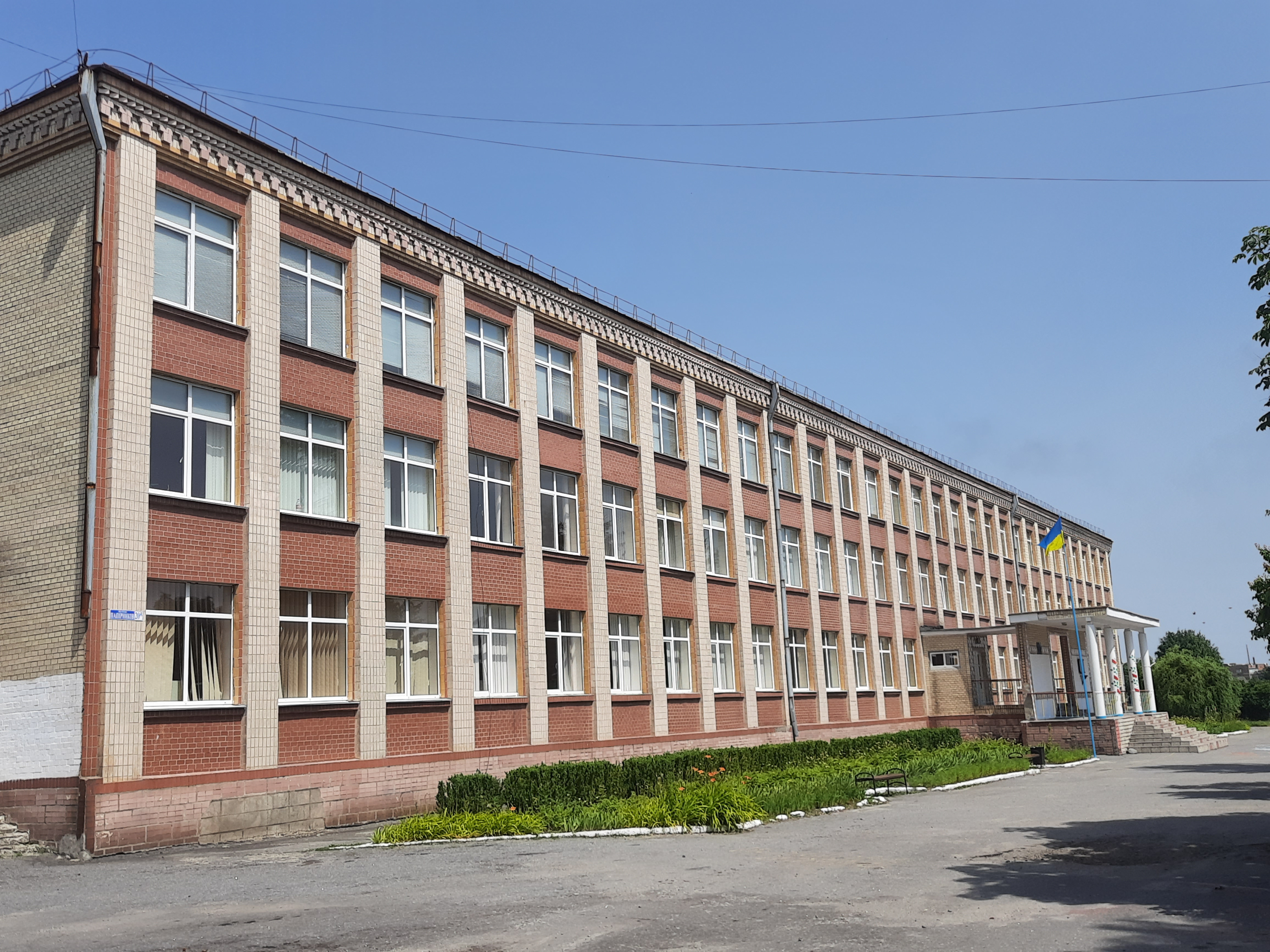
Школа
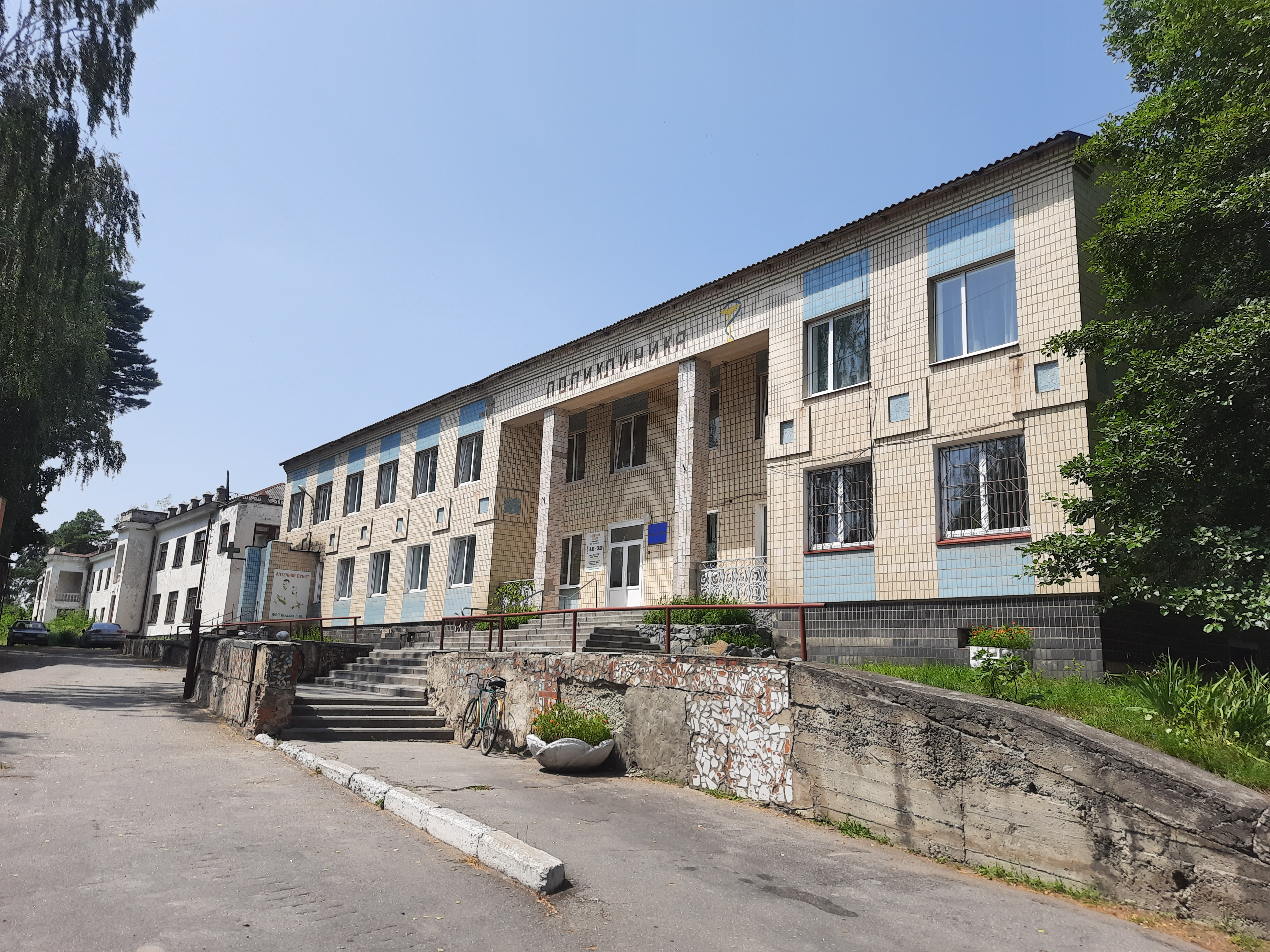
Поліклініка
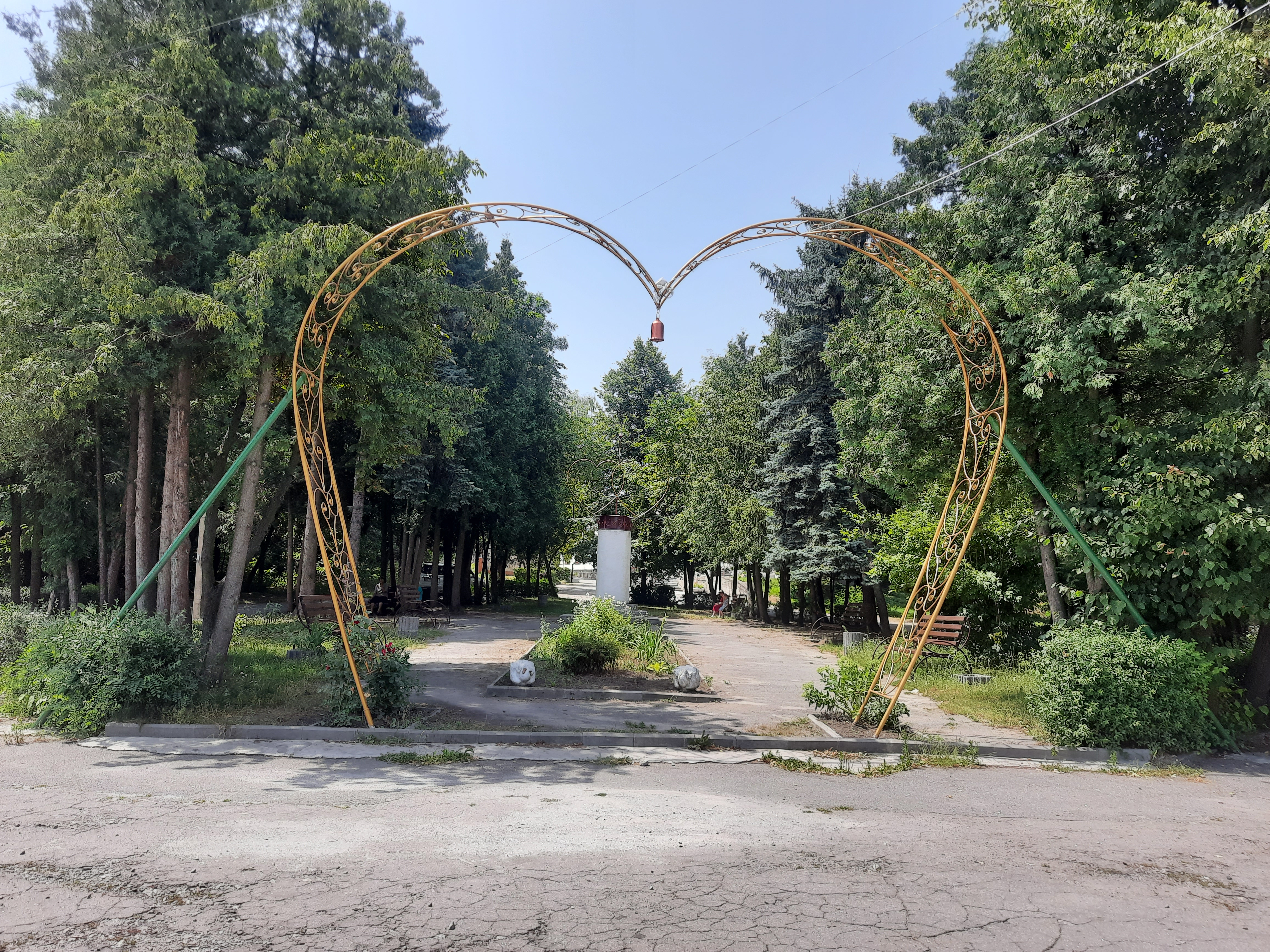
Парк
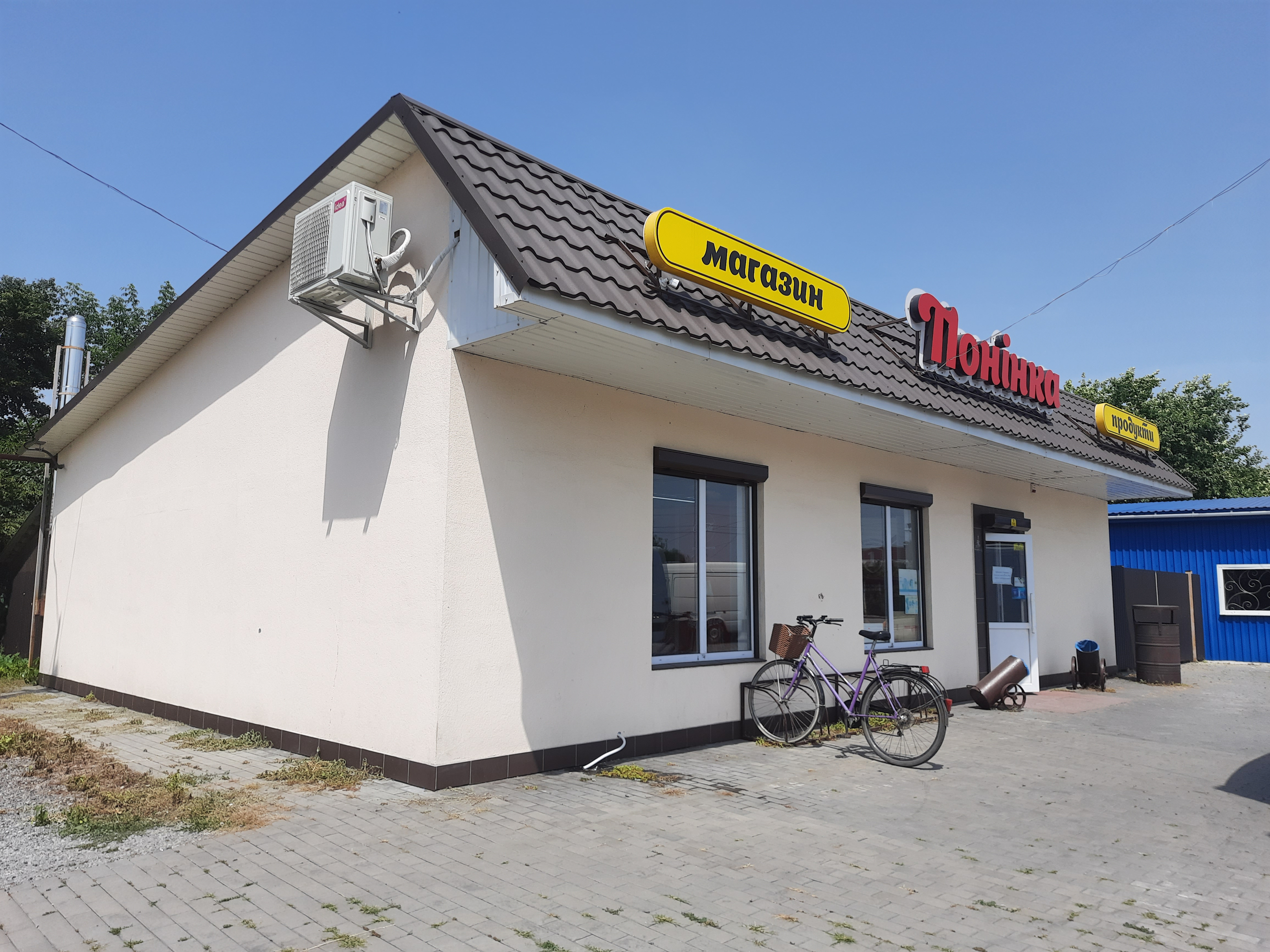
Крамниця
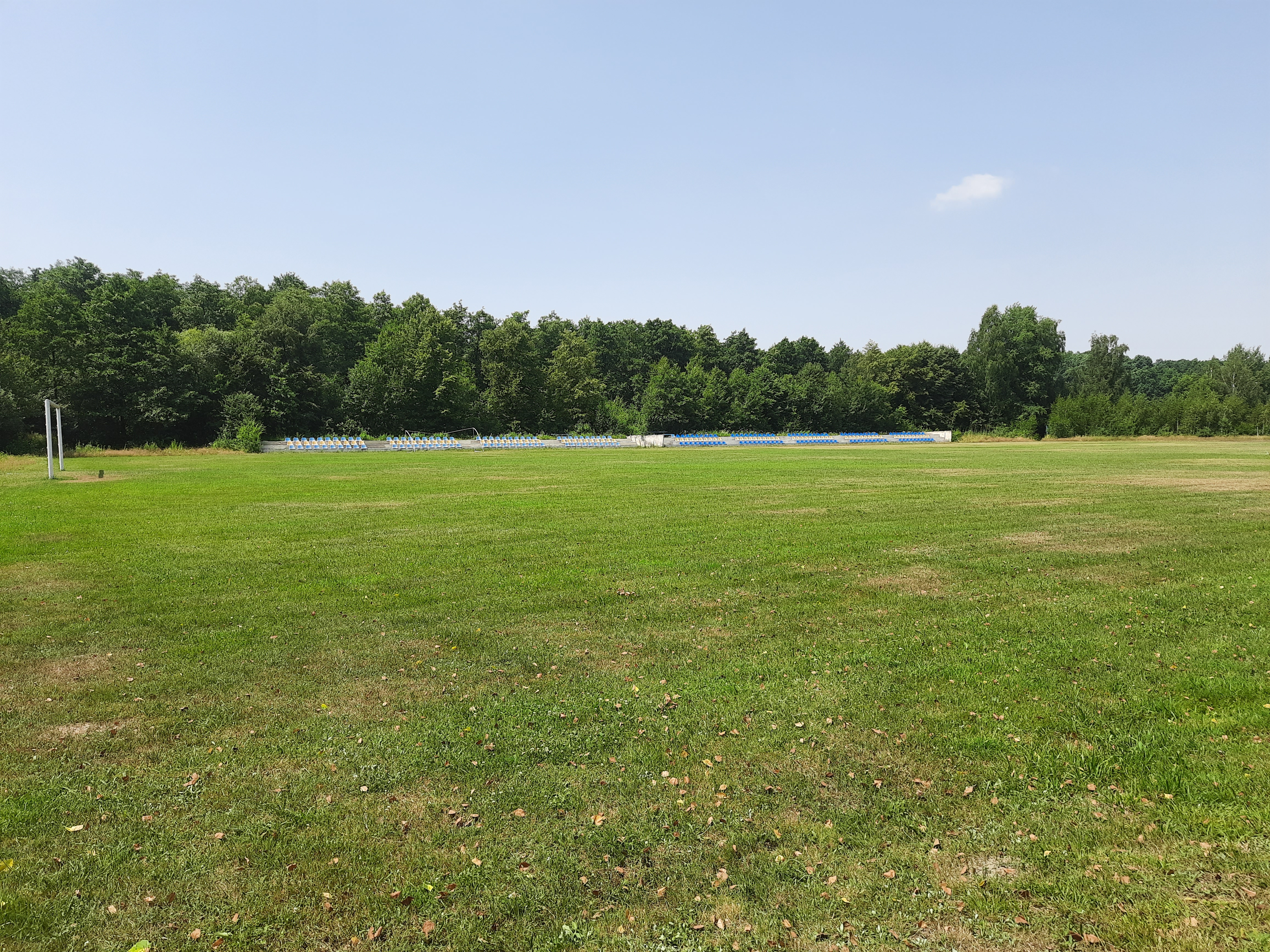
Стадіон
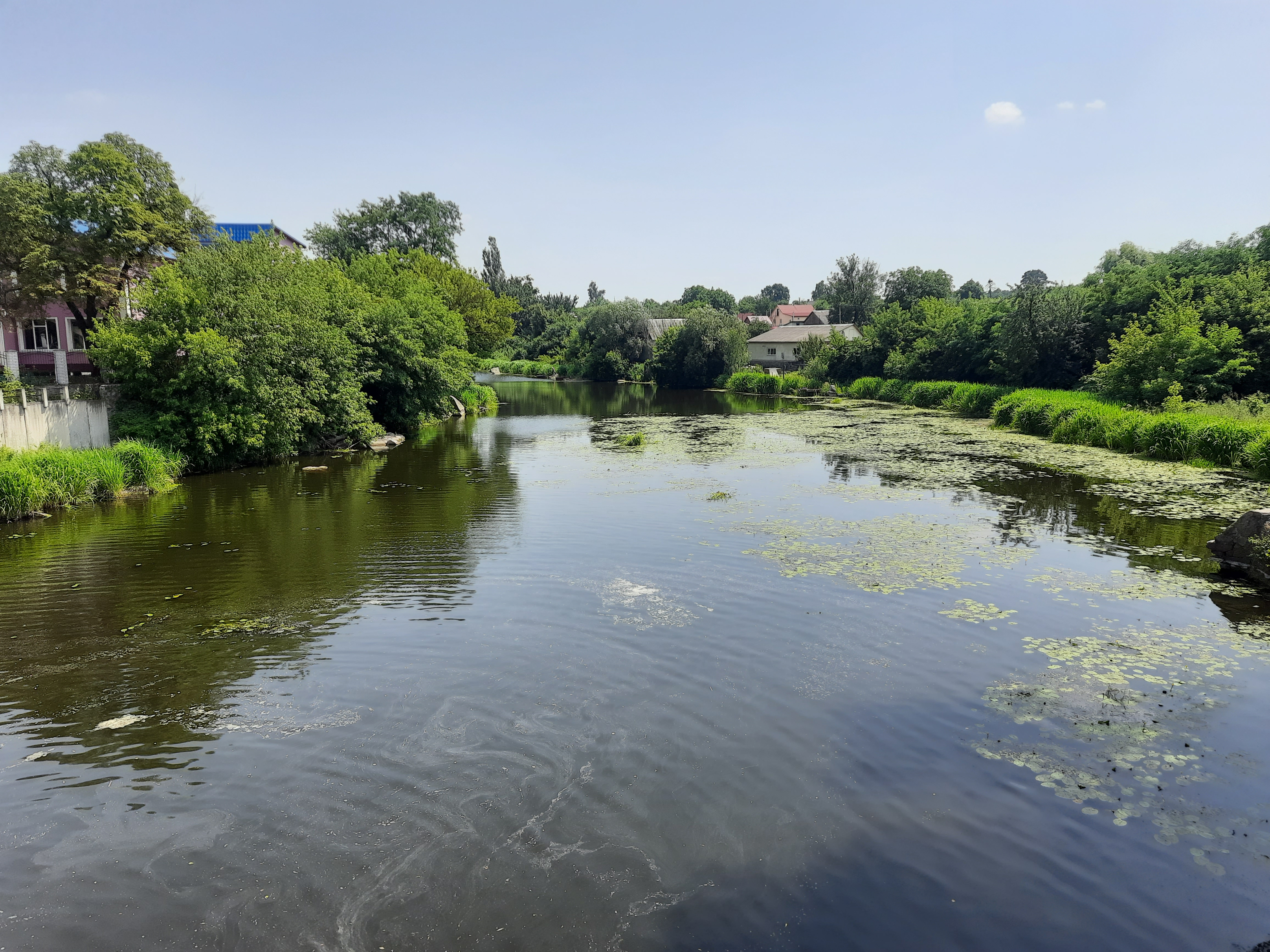
Річка Хомора